# Црква Покрова Пресвете Богородице у Варешу
Црква Покрова Пресвете Богородице је српска православна црква која се налази у Варешу. Припада митрополији дабробосанској, посвећена је Богородици, а изграђена 1891. године.

## Опште информације
Црква је дужине 13,75 м, ширине 7,85 м, смер фасаде окренут је у правцу исток-запад, а висина црквеног торња је 16,3 м. Грађена је од камена. 
Црква је на листу националних споменика Босне и Херцеговине уврштена 2005. године, а на седници одржаној у марту 2010. године донета је одлука да се ова црква прогласи за национални споменик културе.
Црква је као национални споменик уврштена заједно са покретном имовином коју чини иконостас од двадесет и три иконе, као и четири иконе које се налазе у наосу: сабор дванаест апостола, непознатог аутора, прављена пре 1868. године, икона Светог Луке, непознатог аутора, прављена почетком 20. века, молитва у Гестиманском врту непознатог руског мајстора, пре 1924. године, и икона Јерусалим, непознатог аутора, прављена пре 1864. године.

## Историјат
Црква је направљена 1891. године, како је обележено на њеном звонику, а према другом мишљењу саграђена је 1884. године. Изграђена је у необарокном стилу, преживела је оштећења током Рата у Босни и Херцеговини, а збрика икона налази се у добром стању. Икона Светог Луке је током рата оштећена са намером да се уништи.
У цркви су служили следећи свештеници: Дамјан Николић; Радаковић; Јован Марјановић 1895—1901; Трифко Максимовић 1901; Максим Јовановић 1901—1906; Саво Ристић 1906—1908; Петар Ћосовић 1908—1911; Богдан Петровић 1911—1915; упражњена 1915—1916; Саво Савић 1916—1919; Јово Поповић 1919—1931; Јосиф Богдановић 1931—1932; Јован Марјановић 1932—1935; Славко Станковић 1935—1941; за време Другог светског рата није било свештеника 1941—1945. године. Након завршетка рата за пароха долази Данило Марјанац 1946—1971; Ранко Гуњић 1971—1974; Слободан Лубарда 1974—1988; Деливоје Рајак 1988—1992. Упражњена је била услед рата у Босни и Херцеговини од 1992. до 1998. године. Од 1998. године парохију је опслуживао Зоран Јеринић, парох блажујски а од 25. октобра 1999. године Борис Бандука, парох какањски. Данас се црква користи повремено и нема устоличено свештено лице са сталним ангажманом.